# Хатинохе
Хатино́хе (яп. 八戸市 Хатинохэ-си) — Центральный город в Японии, находящийся в префектуре Аомори. Площадь города составляет 305,40 км², население — 237 101 человек (1 августа 2014), плотность населения — 776,36 чел./км².

## Географическое положение
Город расположен на острове Хонсю в префектуре Аомори региона Тохоку. С ним граничат посёлки Хасиками, Гонохе, Намбу, Оирасе, Курумай.

## Население
Население города составляет 237 101 человек (1 августа 2014), а плотность — 776,36 чел./км². Изменение численности населения с 1980 по 2005 годы:
| 1980 | 245 617 чел. |  |
| 1985 | 248 691 чел. |  |
| 1990 | 247 983 чел. |  |
| 1995 | 249 358 чел. |  |
| 2000 | 248 608 чел. |  |
| 2005 | 244 700 чел. |  |

## Символика
Деревом города считается тис остроконечный, цветком — хризантема, птицей — Larus crassirostris.